# John Hope (botaniste)
Pour les articles homonymes, voir John Hope.
John Hope, né le 10 mai 1725 à Édimbourg et mort dans cette même ville le 10 novembre 1786, est un médecin et botaniste écossais qui a réalisé un énorme travail sur la classification des plantes et sur leur physiologie. Toutefois, en l'absence de publications, il est davantage connu pour faire partie des premiers à soutenir la classification établie par Carl von Linné.
En 1783, il est l'un des cofondateurs de la Royal Society of Edinburgh.
En 1784, il est élu comme président du Royal College of Physicians of Edinburgh (en), poste qu'il conserve jusqu'en 1786.